# トヴェリ大公
トヴェリ公 / トヴェリ大公はトヴェリ公国 / トヴェリ大公国の君主の称号である。君主号・公国の名は、その首都だったトヴェリによる。

## 一覧
括弧内は在位年
トヴェリ公
- ヤロスラフ・ヤロスラヴィチ(1246年 - 1271年)[1]
- スヴャトスラフ・ヤロスラヴィチ(1271年 - 1282年/1285年)[1]
- ミハイル・ヤロスラヴィチ(1282年/1286年 - 1318年)
- ドミトリー・ミハイロヴィチ(1319年 - 1325年)[1]
- アレクサンドル・ミハイロヴィチ(1325年 - 1327年)[1]

トヴェリ大公
- コンスタンチン・ミハイロヴィチ(1328年 - 1337年)[1]
- アレクサンドル・ミハイロヴィチ（復位・1337年 - 1339年)[1]
- コンスタンチン・ミハイロヴィチ（復位・1339年 - 1345年)[1]
- ヴァシリー・ミハイロヴィチ(1345年)
- フセヴォロド・アレクサンドロヴィチ(ru)(1345年)
- ヴァシリー・ミハイロヴィチ（復位・1345年 - 1347年)[1]
- フセヴォロド・アレクサンドロヴィチ（復位・1347年 - 1348年)[1]
- ヴァシリー・ミハイロヴィチ（復位・1359年 - 1364年)[1]
- ミハイル・アレクサンドロヴィチ(1364年 - 1399年)[1]
- イヴァン・ミハイロヴィチ(1399年 - 1425年)[1]
- アレクサンドル・イヴァノヴィチ(1425年)[1]
- ユーリー・アレクサンドロヴィチ(1425年 - 1426年)[1]
- ボリス・アレクサンドロヴィチ(ru)(1426年 - 1461年)[1]
- ミハイル・ボリソヴィチ(ru)(1461年 - 1485年)[1]